# Daniell (cráter)

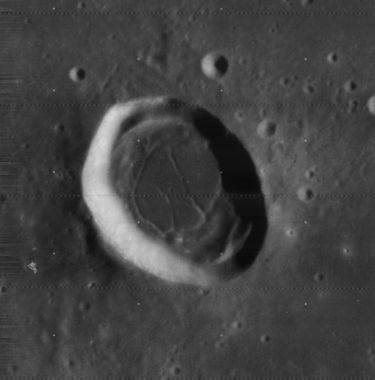
Fotografía de la misión Lunar Orbiter 4 (1967)

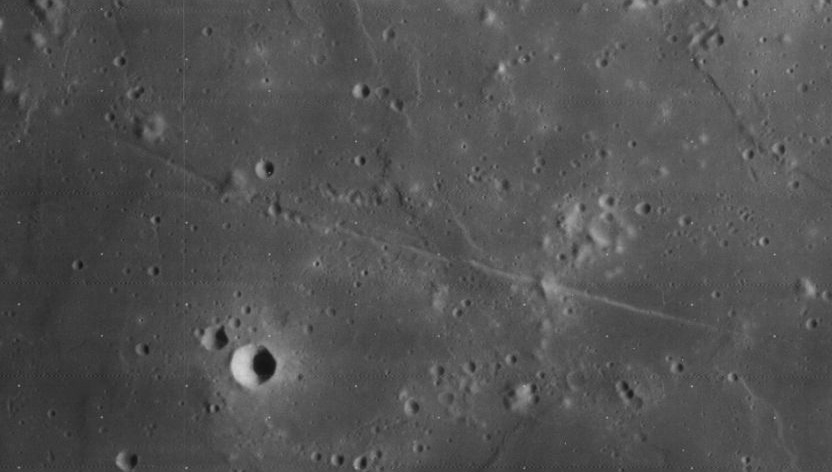
Rimae Daniell. Fotografía de la misión Lunar Orbiter 4 (1967)

Daniell es un cráter de impacto lunar situado en la mitad sur del Lacus Somniorum. Al sur-sureste aparece el cráter mucho más grande Posidonius. El sistema de grietas Rimae Daniell se encuentra al oeste del cráter Daniell.
|  |

El borde de Daniell es de forma ovalada, con el eje mayor orientado de norte-noroeste a sur-sureste. La mayor parte de la pared está bien formada y relativamente libre de desgaste, excepto en el extremo sur. El interior apenas presenta rasgos distintivos, y carece de un pico central. La superficie interior tiene un albedo inferior al de los alrededores,  con características similares a las del material presente en la rima.

## Cráteres satélite
Por convención estos elementos son identificados en los mapas lunares poniendo la letra en el lado del punto medio del cráter que está más cerca de Daniell.
|         | \| Daniell \| Coordenadas \| Diámetro \| \| ------- \| ---------------------------- \| -------- \| \| D \| 37°00′N 25°48′E / 37.0, 25.8 \| 6 km \| \| W \| 35°54′N 31°30′E / 35.9, 31.5 \| 3 km \| \| X \| 36°36′N 31°48′E / 36.6, 31.8 \| 5 km \| |          |
| Daniell | Coordenadas | Diámetro |
| D       | 37°00′N 25°48′E / 37.0, 25.8 | 6 km     |
| W       | 35°54′N 31°30′E / 35.9, 31.5 | 3 km     |
| X       | 36°36′N 31°48′E / 36.6, 31.8 | 5 km     |